# Pièces de monnaie tibétaines

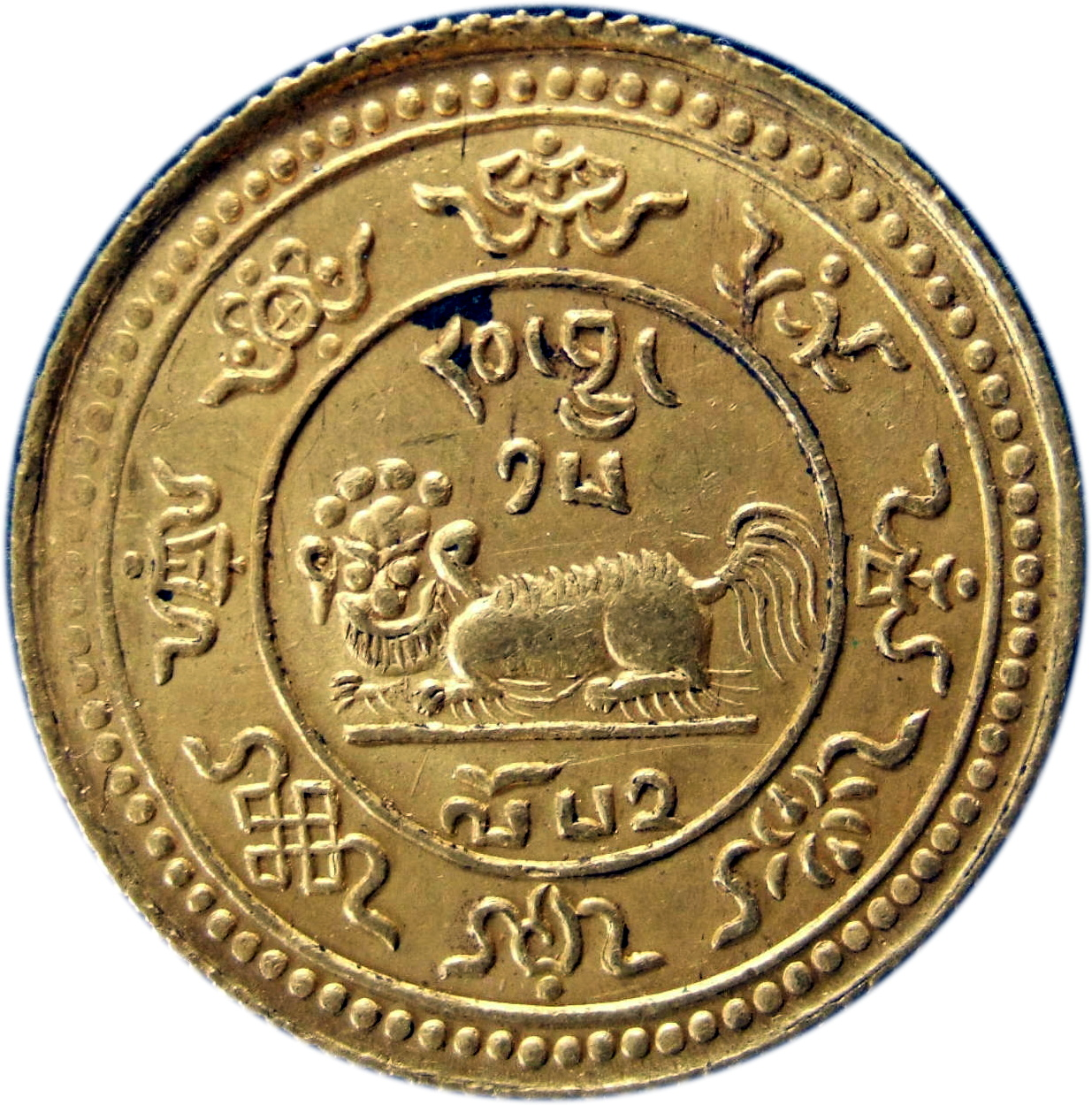
monnaie en or de 20 srang, datée 15-52 (= AD 1918)(avers)

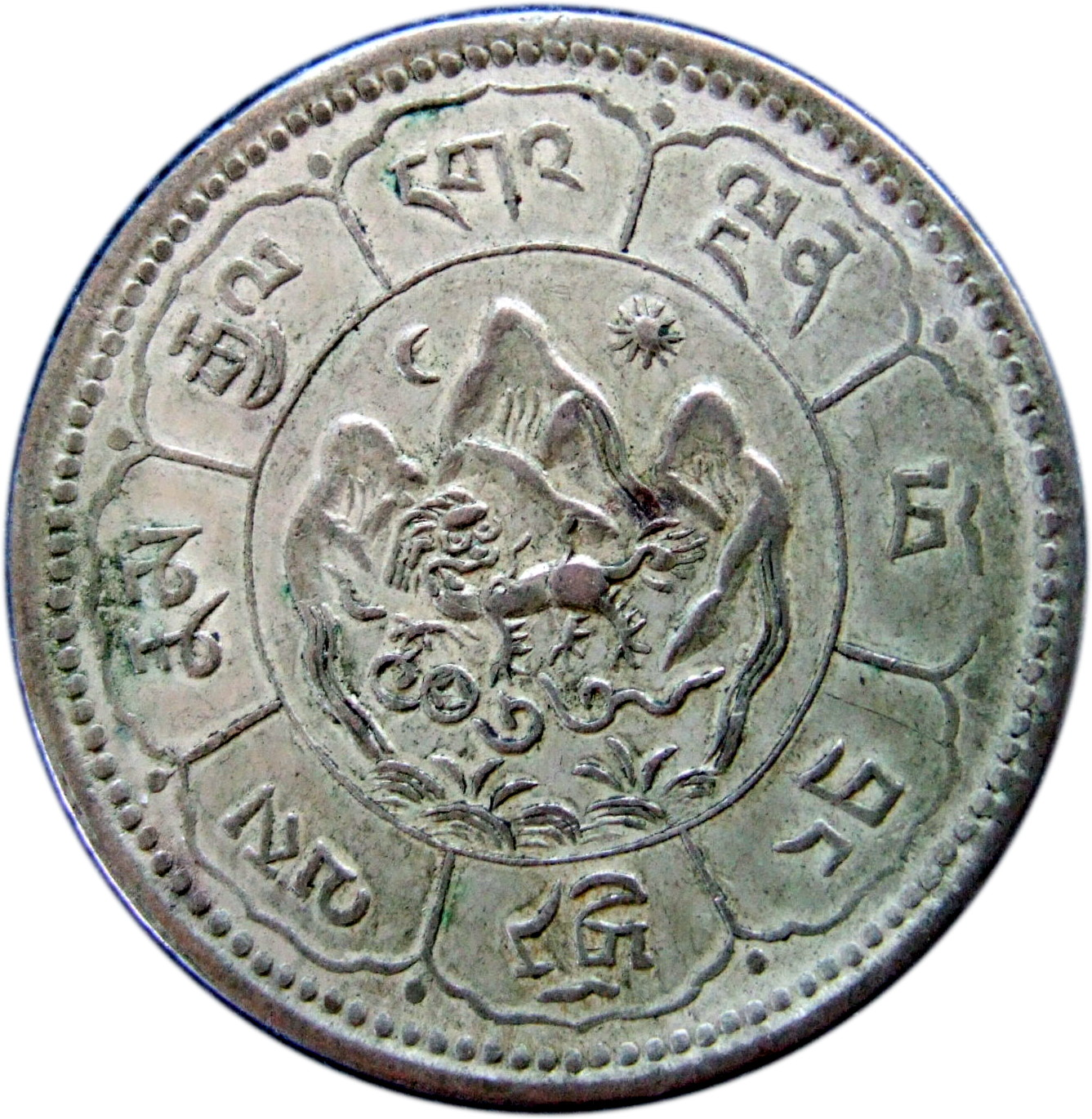
monnaie du Tibet de 10 srang avec la date 16-24 (1950). L'inscription Tibétaine est: dga' ldan pho brang phyogs las rnam rgyal ("le palais de Ganden, victorieux en toutes les directions" qui est le nom de la résidence des Dalai Lama au monastère de Drepung et - en sens figuré - désigne le gouvernement du Tibet fondé par le 5e Dalai Lama)

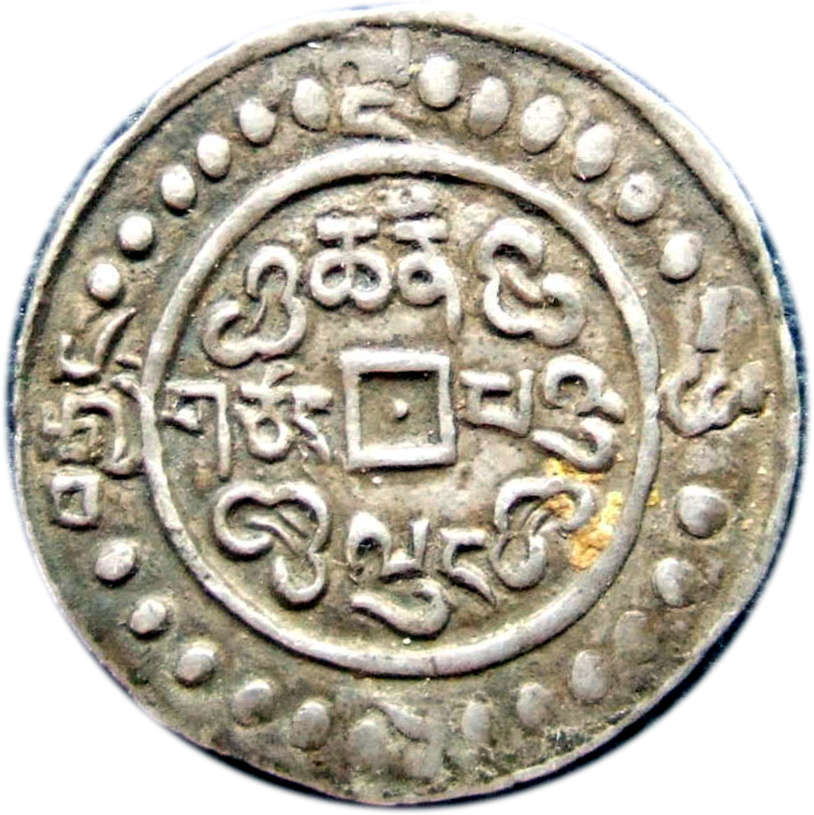
monnaie en argent d'un demi sho, avec la date 58 de l'ère Qian Long (1793),revers

Depuis le XVIIe siècle, les pièces de monnaie tibétaines étaient frappées au Népal, mais, en raison de leur raréfaction au cours de la deuxième moitié du XVIIIe siècle, et sous l'influence du protectorat Chinois instauré en 1791 par l'empereur Qianlong, la décision fut prise de frapper la monnaie tibétaine au Tibet. Cette décision se concrétisa en 1792 par la première émission réussie de pièces d'argent, sur le modèle des pièces népalaises, mais avec des inscriptions en tibétain. 
Deux versions différentes des conditions d'émission des premières pièces coexistent.

## Historique
Comme les Népalais et les Chinois, les Tibétains n’utilisent pas l’or pour leur monnaie contrairement aux Européens. En 1650, le 5e dalaï-lama signe un traité avec le roi de Patan, Siddhi Narasimha Malla, autorisant le Népal à frapper la monnaie avec des lingots d’argent fournis par les Tibétains. Les rois Malla touchent alors une commission de 12 %. Cette monnaie eut cours au Tibet, jusqu’en 1792, quand le gouvernement tibétain frappe sa propre monnaie.

### Version tibétaine
Les officiels tibétains se sont inspirés des méthodes de frappe pratiquées à Calcutta, après une visite en Inde sous contrôle britannique.

### Version chinoise
En 1988, un opuscule Chinois intitulé Le Tibet, cent questions et réponses est publié. Cet ouvrage  présente les résultats des études de  Tibétologues  Chinois concernant des aspects controversés de l'histoire du Tibet. Concernant la monnaie ce pamphlet indique que la  frappe des monnaies a été effectuée à l'initiative du gouvernement central chinois qui a envoyé des ouvriers spécialisés au Tibet, les premières pièces ayant été produites à partir de 1792 dans le Kongpo sous supervision chinoise.

## Description
Heinrich Harrer qui résida à Lhassa de 1946 à 1951 indique dans son livre Sept ans d'aventures au Tibet que les pièces sont en or, en argent ou en cuivre. Elles portent les emblèmes du Tibet : lion des neiges et montagne, reproduits aussi sur le drapeau national,   à côté du soleil levant.
Ces pièces resteront en usage jusqu'au remplacement de la monnaie tibétaine par la monnaie chinoise en 1959,.